# Південна Чолла

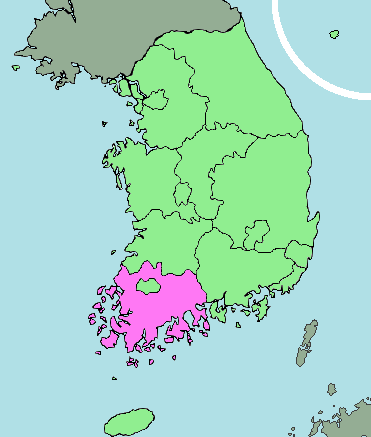
Південна Чолла

Півде́нна прові́нція Чолла́ (кор. 全羅南道, 전라남도, Чолла-намдо) — провінція Республіки Корея. Розташована на півдні Корейського півострова, на південному заході Республіки. Омивається водами Жовтого моря і Корейської протоки. Утворена 1896 року на основі південної частині історичної провінції Чолла. Скорочена назва — Чолла-Південь (кор. 全南, 전남, Чоннам).